# بولتن انجمن شیمی فرانسه
بولتن انجمن شیمی فرانسه یک مجله علمی فرانسوی با داوری همتا در مورد شیمی بود که توسط انجمن شیمی فرانسه منتشر شد.

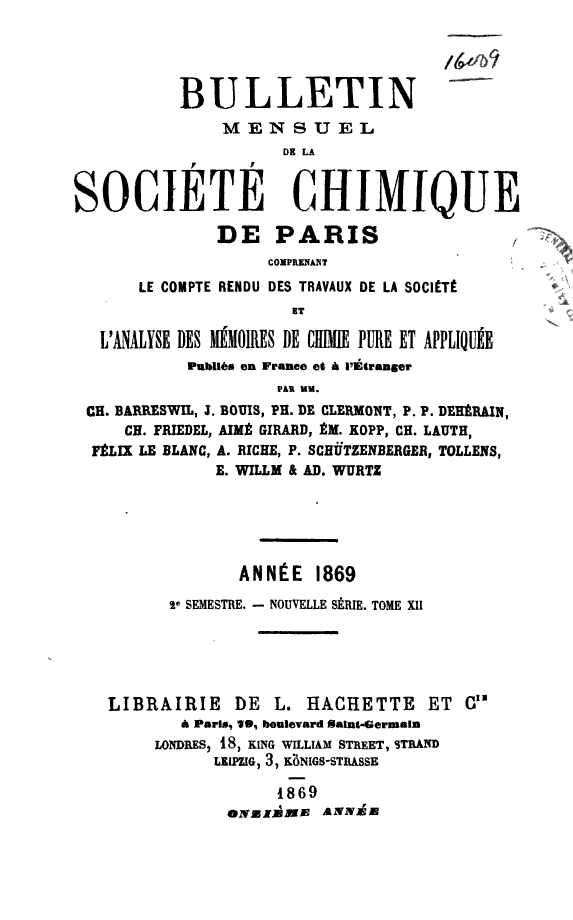
جلد ۱۸۶۹ "بولتن"

## همچنین ببینید
- شمیشه بریشته
- مجله اروپایی شیمی آلی
- آنالن لیبیش